# Landsföreningen för kvinnans politiska rösträtt

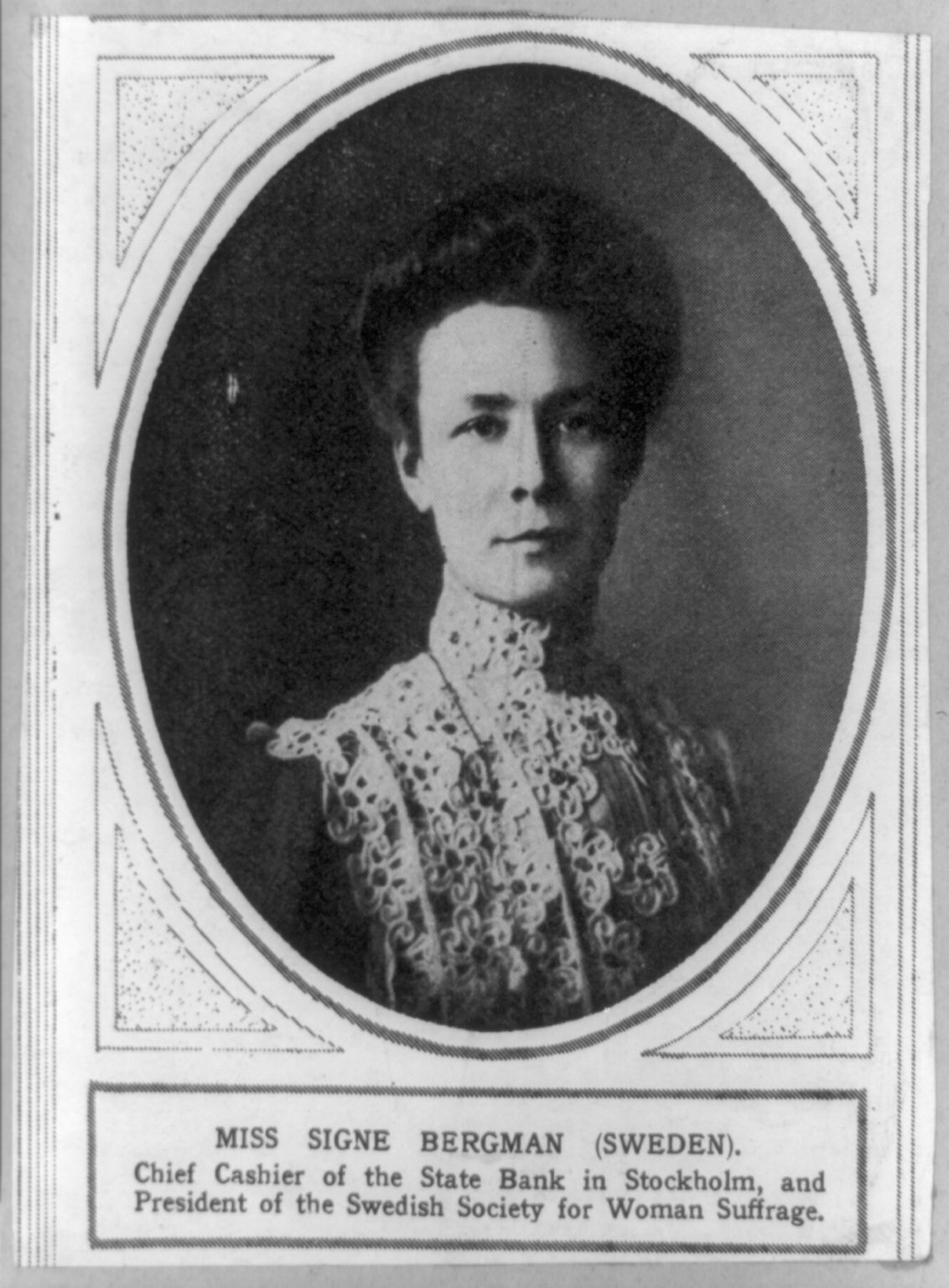
Signe Bergman, ordförande mellan 1914 och 1917 och även innan hon valdes till ordförande sågs som rörelsens ledare och blev känd som "rösträttsgeneralen".

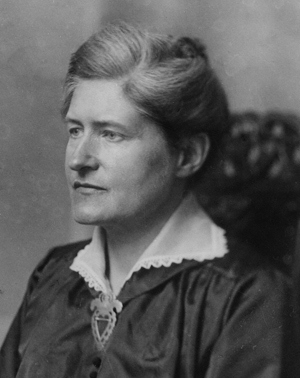
Lydia Wahlström, en av förbundets fyra grundare och ordförande mellan 1907 och 1911.

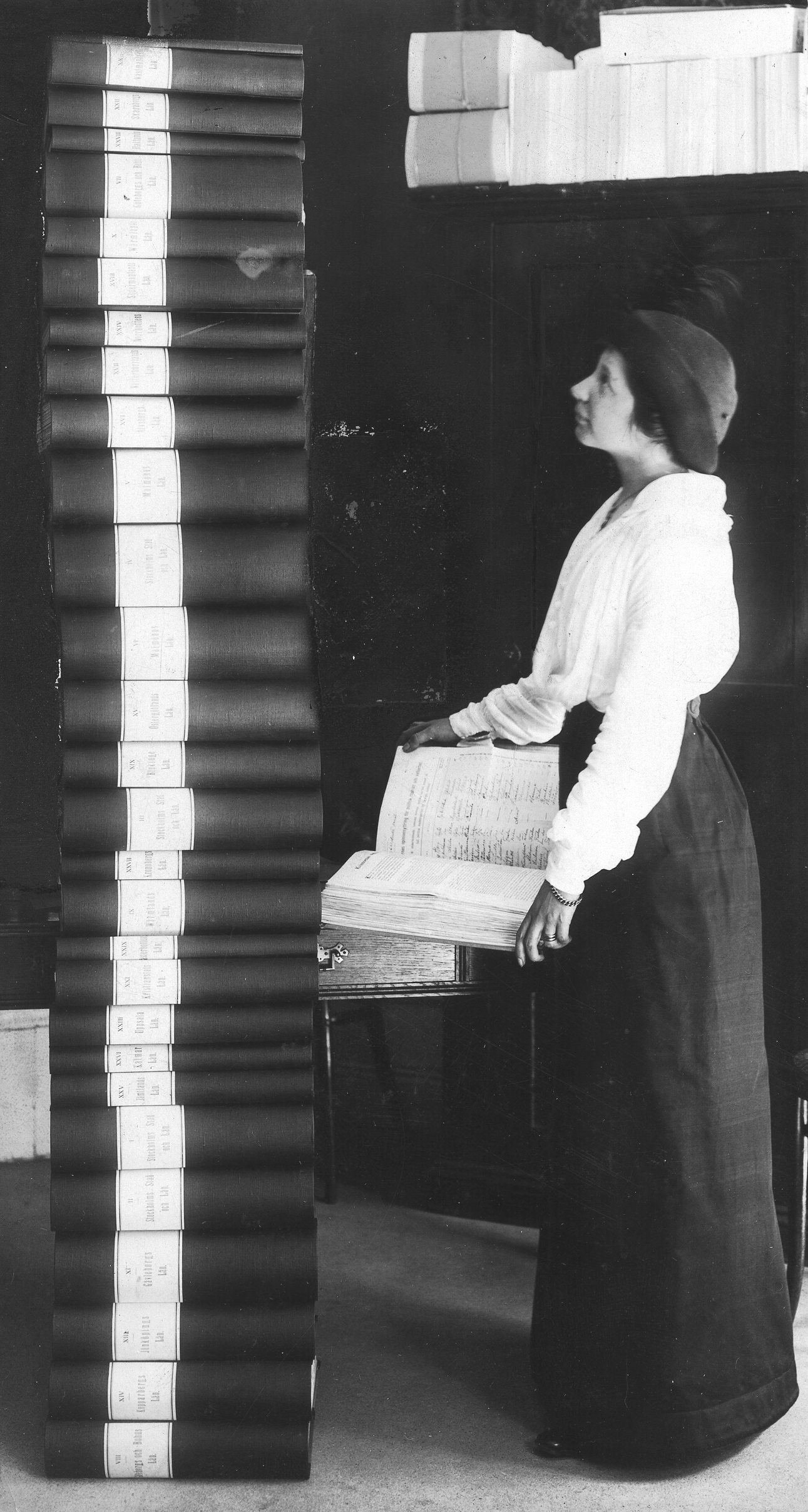
Elin Wägner inför de 30 banden med 350000 underskrifter som samlades in 1913-1914 till stöd för kvinnlig rösträtt.

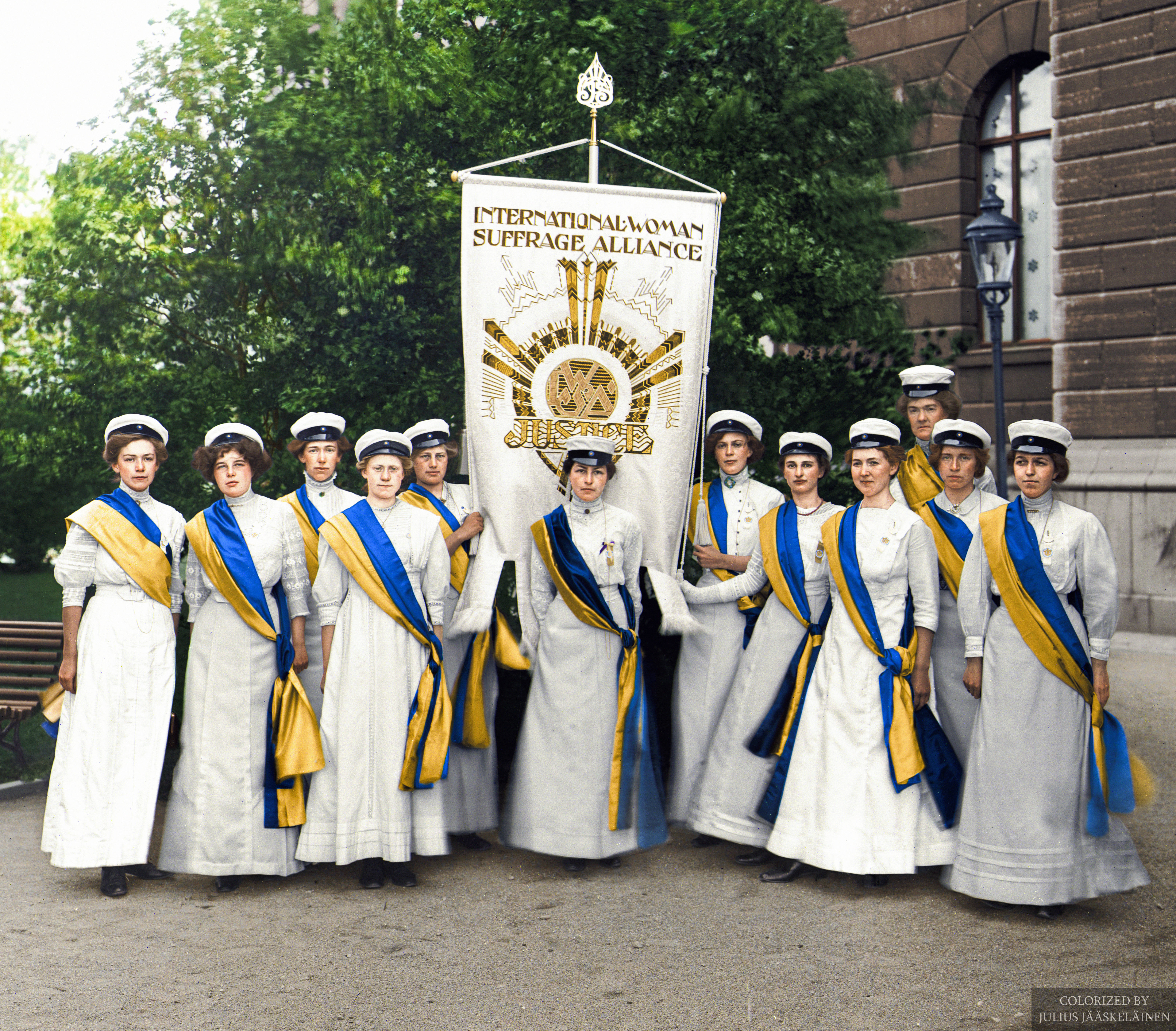
Medlemmar ur Landsföreningen för kvinnans politiska rösträtt under konferensen 1911.

Landsföreningen för kvinnans politiska rösträtt (LKPR) var en del av rösträttsrörelsen och riksorganisation för rörelsen för kvinnlig rösträtt i Sverige. Organisationen fungerade som en pendang eller efterföljare till Sveriges allmänna rösträttsförbund (SARF), som tidigare främst hade arbetat för mäns politiska rättigheter. Den var ansluten till den internationella rösträttsorganisationen International Woman Suffrage Alliance. 
Den grundades lokalt 4 juni 1902 i Stockholm under namnet Föreningen för kvinnans politiska rösträtt (FKPR), ändrade namn då den blev landsomfattande från 1903, och var verksam fram till rösträttsreformens slutgiltiga genomförande 1921. 

## Bakgrund

### 1884-1899
Det första förslaget för kvinnlig rösträtt i Sverige hade framlagts i riksdagens andra kammare av Fredrik Theodor Borg år 1884. Hans förslag var att rösträtten skulle gälla för båda könen på lika villkor, vilket vid denna tid innebar att även kvinnor som var myndiga och hade viss inkomst skulle få rösta inte endast i kommunalvalen utan även i riksdagsvalen. Hans motiv var rent rättvisemässiga. 
Motionen röstades ned i andra kammaren med rösterna 53 mot 44. Första kammaren sade nej utan votering. Konstitutionsutskottet avstyrkte motionen med argumentet att frågan inte var aktuell eftersom denna rättighet inte fanns i andra länder och kvinnorna själva inte hade frågat efter den. 
I den riksdagsdebatt som hölls om 1884 års förslag om rösträtt framfördes bland annat argumentet att riksdagshuset skulle behöva byggas om för att kunna hysa kvinnliga riksdagsledamöter på grund av modet: ”tror herrarna att damerna, så kostymerade som modet fordrar idag, skulle kunna komma fram i dessa trånga gångar och nöja sig med det lilla utrymme som finns här?”. Detta var troligen en syftning på turnyren, som just då var modern. 
Dagen före nyårsafton 1899 framlade Agda Montelius och Gertrud Adelborg från Fredrika-Bremer-Förbundet ett förslag för statsminister Erik Gustaf Boström att regeringen borde ge kvinnor rösträtt vid andrakammarvalen. Statsministern tog emot förslaget i sin privatbostad och brydde sig inte om att besvara det.

### 1902 års förslag
År 1902 framlades två förslag på en rösträttsreform. Justitieminister Hjalmar Hammarskjöld från Regeringen von Otter föreslog att gifta män skulle ges två röster eftersom de som hustruns förmyndare skulle kunna avge även hennes röst. Det andra förslaget var från Carl Lindhagen, som föreslog rösträtt för kvinnor. Hammarskjölds förslag väckte ilska och Lindhagens väckte sympati bland kvinnorättsaktivister, som snabbt bildade en stödförening för Lindhagens förslag. Innan Lindhagens motion avslogs hann föreningen lämna fram 4154 namn från Stockholm och 1487 från Göteborg till stöd. En annan orsak till organisationen var att myndigheterna i debatten hittills hade pekat på att kvinnorna själva inte organiserade sig för rösträtten.

## Grundande och organisation

### Organisation
Våren 1902 hölls flera möten för att forma en organisation, ett ordnat av Fredrika-Bremer-Förbundet, ett av en kvinnokommitté bestående av flera vänsterprofiler med bland andra Anna Lindhagen, och Föreningen för kvinnans politiska rösträtt (FKPR) bildades 4 juni 1902.
Rörelsen sände ut talare för att organisera lokala sektioner, och på nyåret 1903 kunde föreningen därför byta namn till en nationell förening, LKPR. LKPR bildades med stöd från både borgerliga och socialdemokratiska kvinnor. Tiden 1906–1909 växte de från 73 till 157 lokalföreningar. 1917 fanns 237 föreningar, med över 17.000 medlemmar tillsammans.
LKPR formulerade 1903 sitt krav på kvinnlig rösträtt som att kvinnor skulle får rösta på samma villkor som män. Eftersom den manliga rösträtten år 1903 innebar att endast män med viss förmögenhet fick rösta, stötte detta bort en del kvinnor med vänsteråsikter från föreningen. Även Frisinnade kvinnor, Vita bandet och de socialdemokratiska kvinnoföreningarna (det vill säga Kvinnornas fackförbund, samt Stockholms Allmänna Kvinnoklubb och dess lokala motsvarigheter) arbetade för kvinnlig rösträtt, men LKPR var den enda organisationen exklusivt för kvinnlig rösträtt fram till 1917, då en grupp bröt sig ut och bildade Moderata kvinnors rösträttsförening, och den tycks också fram till slutet ha betraktats som frågans huvudförening. 
Alla ordförande i LKPR var aktiva liberaler utom Lydia Wahlström som tillhörde högern. LKPR hade en låg andel manliga medlemmar och var i praktiken bara öppen för kvinnliga medlemmar. Föreningen var formellt sett politisk obunden men i praktiken en framförallt socialliberal förening.

### Andra frågor
Rösträttsfrågan var den huvudsakliga frågan, men med den följde även andra. Redan från början utgick man ifrån att rösträtten skulle medföra lösningen på även andra problem, så som upphävandet av makens förmyndarskap över hustrun. 
Sexualfrågan uppfattades dock, liksom för de flesta andra kvinnorättsrörelser, som alldeles för känslig för LKPR att ta itu med. 
De negativa konsekvenser den dåtida sexuella dubbelmoralen hade för kvinnor kunde inte förbises, men det ansågs vara för riskabelt att attackera den, och den officiella synen för LKPR liksom tidigare Fredrika-Bremer-Förbundet för hur man skulle lösa saken var därför inte att kräva fri sexualitet även för kvinnor, utan begränsad sexualitet även för män (sociala renhetsrörelsen). Efter en lång debatt beslutade rörelsen 1918 att också protestera mot reglementerad prostitution.

### Lokalföreningar
LKPR organiserades som lokalföreningar som en gång om året sammanträdde med sina representanter med centralstyrelsen på Lästmakargatan 6 i Stockholm. Centralstyrelsen skickade sedan ut cirkulär för att uppdatera information och föreslå talare och aktiviteter. LKPR fick sin finansiering genom producerade småsaker som vykort, arrangera basarer och ta emot privata bidrag från sympatisörer. 
Bland de främsta finansiärerna nämns Lotten von Kraemer och Martina Bergman Österberg; den senare blev LKPR:s enda hedersmedlem. Årsavgiften var en krona, senare 50 öre. LKPR var bara öppet för kvinnliga medlemmar. Exkluderingen av män var avsiktlig, och orsaken var att man ville undvika att ge intrycket att kvinnor inte kunde kämpa för sina egna rättigheter eller kapabla nog att förtjäna dem, särskilt som ett av motståndarssidans huvudargument var att kvinnorna själva inte ville ha rösträtt. 
I samband med Den internationella rösträttskongressen i Stockholm (1911) bildades dock också en förening för manliga sympatisörer, Männens förening för kvinnans politiska rösträtt (MFKPR).

## Metoder och aktioner

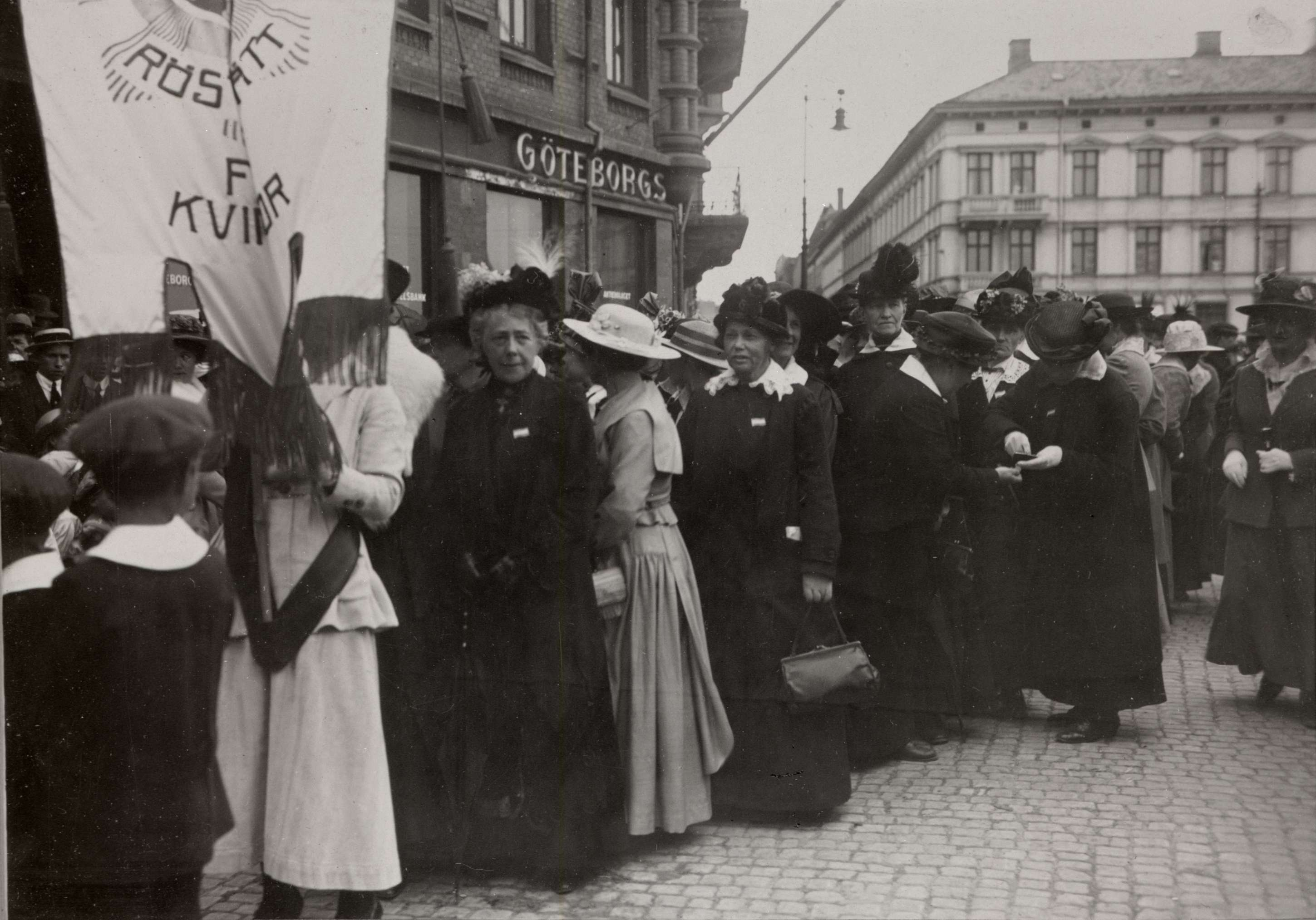
Demonstrationståg för kvinnorösträtten, Göteborg i juni 1918. Initiativtagare var Frigga Carlberg (hon som här ser rakt in i kameran).

Den svenska rösträttsrörelsen betraktade de brittiska suffragetternas våldsamma metoder som ett varnande exempel, och ville undvika att associeras med dem, eftersom de menade att våldsamma metoder skulle släcka all sympati för frågan. 
De kvinnor som var aktiva inom LKPR förlöjligades ofta i pressen som okvinnliga och homosexuella. Det faktum att kvinnorättsaktivister ofta kallades okvinnliga och manliga gjorde att LKPR rekommenderade sina medlemmar att motarbeta karikatyrerna genom att framstå som kvinnliga, och den effekten uppnåddes genom att klä sig enligt modet.   
Föreningen för kvinnans politiska rösträtt i Göteborg under Frigga Carlberg bjöd vid ett tillfälle in den brittiska suffragetten Sylvia Pankhurst som föredragshållare, men det var ett undantag. Endast en enda gatudemonstration anordnades av LKPR. Denna ägde rum i Göteborg 1918, där demonstranterna tågade med tre plakat som exempel på personer som saknade rösträtt. Ett av plakaten föreställde en manlig fängelsekund i fångdräkt; ett en manlig mentalpatient, och ett Selma Lagerlöf.  
Den metod som främst användes av LKPR var opinionsbildning, upplysning samt påtryckningar och uppvaktning av ansvariga beslutsfattare. Rörelsen höll framför allt tal för att bilda opinion och värva medlemmar; de delade ut reklamblad och reklamknappar, märken och nålar och arrangerade skådespel. Från 1912 hölls de Bergman-Österbergska samhällskurserna, finansierade av Martina Bergman Österberg, för att förbereda kvinnor för deras framtida medborgarskap. Föreningen gav också ut sin egen tidning, "Rösträtt för kvinnor", från 1912 till 1919. 
LKPR undersökte politikers åsikter i rösträttsfrågan och uppmanade sedan sina sympatisörer, särskilt de kvinnor som enligt 1862 års lag hade kommunal rösträtt, att rösta på dem som stödde kvinnlig rösträtt och bojkotta motståndarna. Denna metod ledde till vissa konflikter med de medlemmar som hade högersympatier, eftersom de konservativa var motståndare till kvinnlig rösträtt medan socialdemokrater och liberaler var för. LKPR var från början politiskt obundet. Detta förändrades i praktiken med beslutet av den 20 juni 1911, då rörelsen beslöt att bojkotta de partier som var emot kvinnlig rösträtt, dvs högern, och stödja de som var för, dvs liberalerna och socialdemokraterna. Detta beslut ledde till en schism, och till att ordföranden Lydia Wahlström, som var högersympatisör, avgick som ordförande.   

### 1905
LKPR uppvaktade Karl Staaff efter valsegern 1905. Han meddelade att han var positiv men att männens rösträtt måste komma först och att tiden för kvinnlig rösträtt därför inte var mogen. En statlig utredning om kvinnlig rösträtt tillsattes av regeringen 1906 och arbetade i sex år. Rörelsen lämnade 1907 in en namnlista på 142 128 namn. Arvid Lindman som tillträdde strax därpå avvisade kraven med hänvisning till denna utredning. Under ledning av Gertrud Adelborg uppvaktade LKPR  sedan Oscar II och påminde kungen om de reformer för kvinnor som hade genomförts av hans far, Oscar I. Kungen gav då kvinnlig rösträtt sitt stöd.

### Internationella konferensen 1911
Den internationella konferensen för kvinnlig rösträtt i Stockholm juni 1911 har ibland kallats LKPR:s största framgång. Många utländska talare inbjöds, bland dem Anna Shaw och Rozika Schwimmer, men ingen från den brittiska suffragettrörelsen. Den mest uppmärksammade var Carrie Chapman Catt, som välkomnades av Signe Bergman. Kongressen firades med en kortege genom Stockholm, som bland annat stannade framför rörelsens finansiär Lotten von Kraemers balkong. Selma Lagerlöf talade då på Operan och Ellen Key offentligt på Skansen. Kongressen fick stor uppmärksamhet och genomslag i media. Samtidigt bildades också en avdelning för manliga sympatisörer inkluderande Carl Lindhagen, Ernst Beckman, Knut Wicksell, Mauritz Hellberg och Henrik Petrini.  

### 1912-1914
Våren 1912 motionerade Karl Staaf om kvinnlig rösträtt, vilket röstades ned av högern i första kammaren. Detta gjorde att rörelsen klart kunde identifiera högern som rösträttens huvudsakliga motståndare, eftersom både socialdemokraterna och liberalerna förklarat att de stödde rösträtt för kvinnor så snart männen först fått det, något som uppnåddes 1909. 
LKPR lyckades i en stor masspetition 1913 samla in 360 000 namnunderskrifter för kvinnlig rösträtt. Detta gjordes med stöd av Staaf, som ville motbevisa det stående argumentet att kvinnorna själva inte ville ha rösträtt. 

### Pacifism under första världskriget
Under första världskriget tog LKPR initiativ till en fredsförening med målet att kvinnorna i de neutrala länderna skulle utöva påtryckningar på sina regeringar att bedriva fredsmedling mellan de stridande parterna. Fredsföreningen bildades med medlemmar även från Fredrika-Bremer-Förbundet, KFUK, de socialdemokratiska kvinnoföreningarna och andra, med Anna Whitlock, Emilia Broomé och Kerstin Hesselgren som centralgestalter. Ett offentligt demonstrationsmöte och en resolution skulle antas på "fredsöndagen" 19 februari 1915, och Danmark och Norge gav sitt stöd och beslutade att delta. 
Men dagen innan kallades Agda Montelius upp till hovet. Drottningen, Viktoria av Baden, krävde ett slut på "kvinnornas dumma tilltag" att blanda sig i politik, medan Gustav V, som sedan kom in, sade att de förstås hade rätt att vända sig till regeringen men att situationen gjorde det oklokt. Kungen hänvisade till utrikesministern, som förklarade att en sådan aktion kunde störa Sveriges neutralitet. Aktionen blev därför inte av vare sig i Sverige, Norge eller Danmark, och ansvaret lades av dess medlemmar på drottning Viktoria. Men den svenska fredsföreningen deltog dock i den Internationella Kvinnokongressen i Haag 1915 med 16 delegater.
Svenska Kvinnors Nationalförbund, Landsföreningen för kvinnans politiska rösträtt och Fredrika-Bremer-Förbundet bildade 1914 Kvinnornas uppbåd, som verkade för nödhjälp under första världskriget.

### 1917-1921: seger

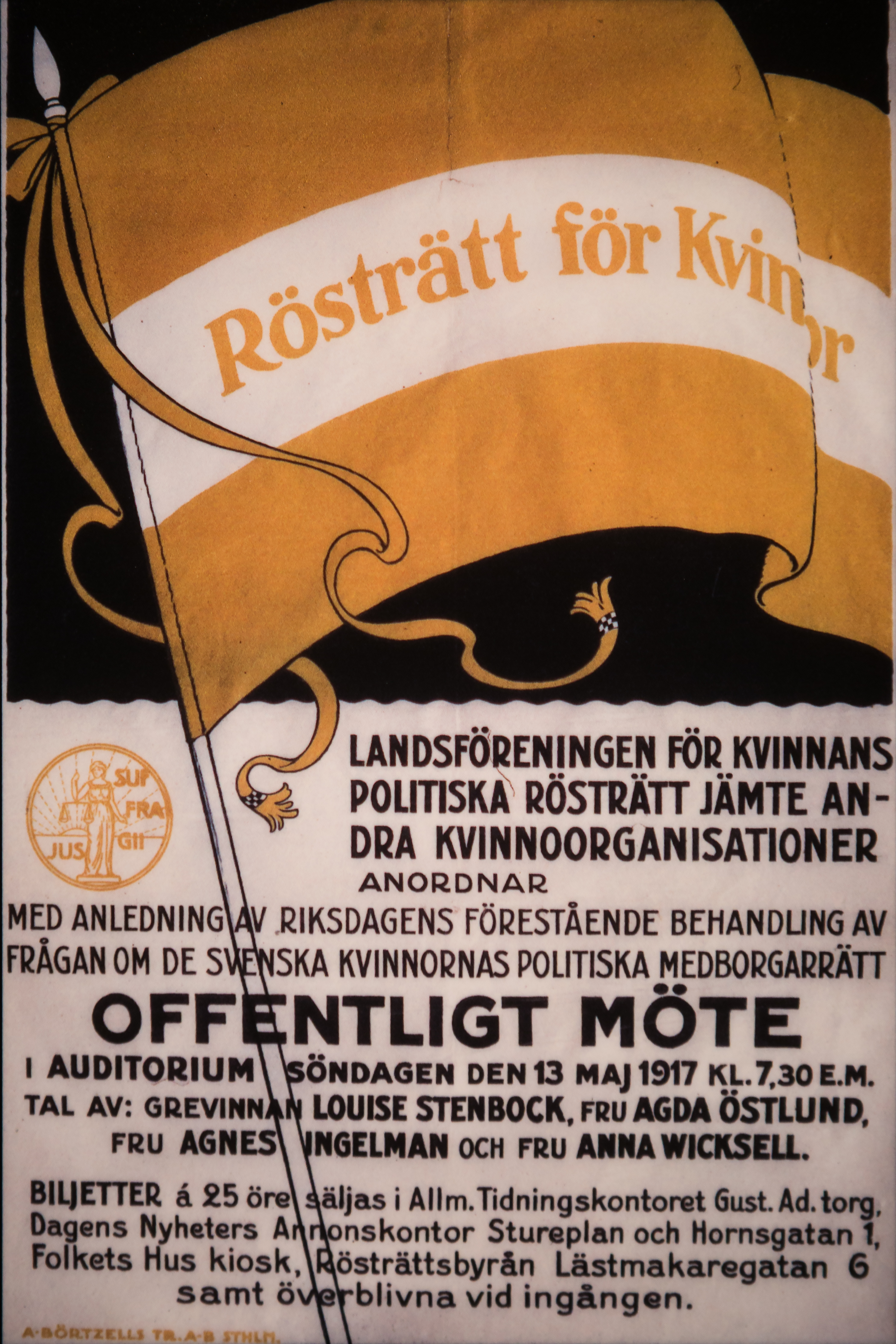
Mötesaffisch för kvinnlig rösträtt

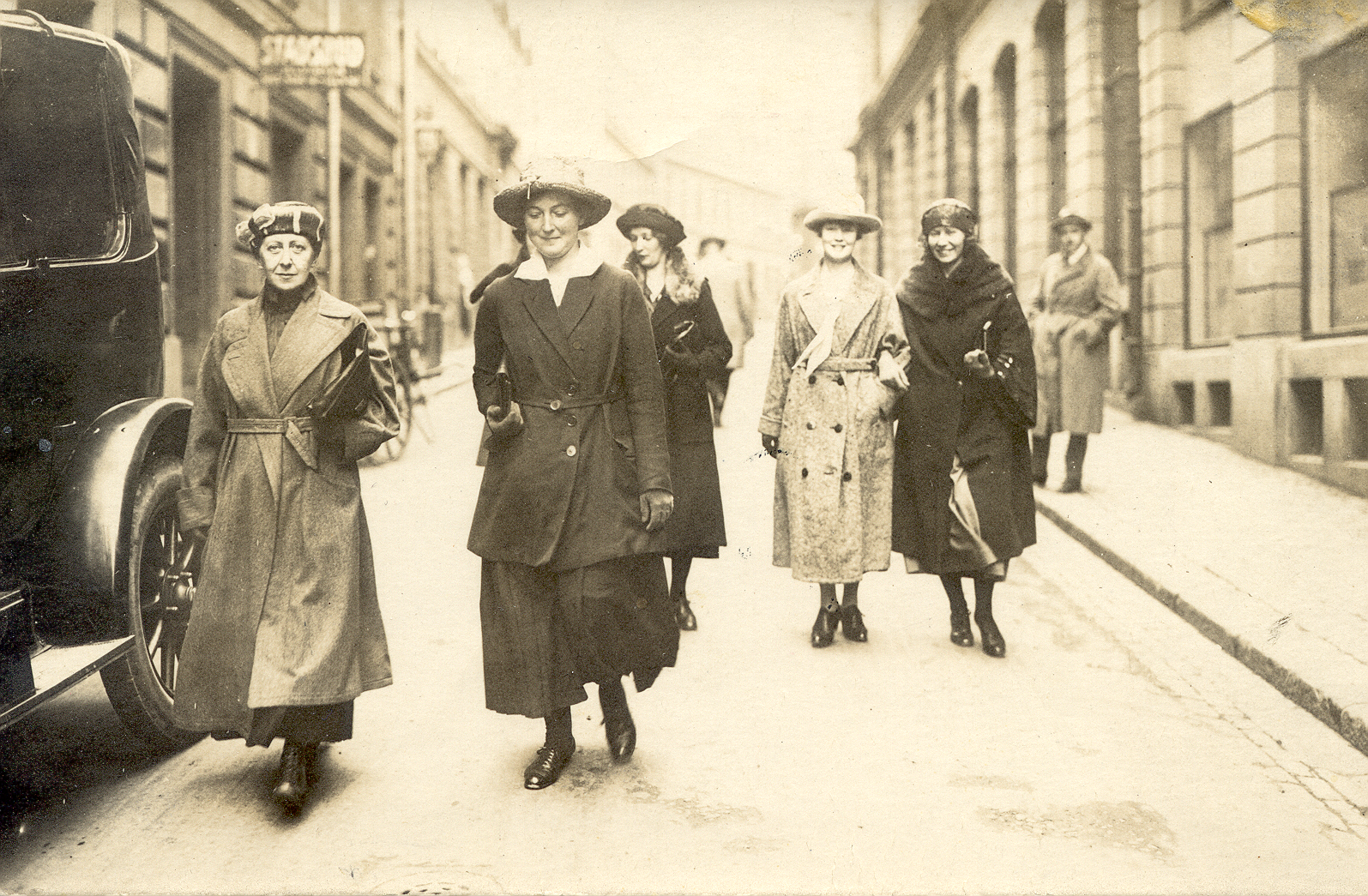
På väg att rösta

Efter 1912 års nederlag, då en proposition om kvinnlig rösträtt röstats ned i första kammaren, pågick en tät argumentering för införandet av reformen med hänvisning till att kriget visade oumbärligheten för staten av kvinnornas tjänster. 
LKPR ville utnyttja revolutionsstämningen och uppvaktade Carl Swartz med krav. 1917 framlades nya motioner i riksdagen, men dessa röstades ned. Detta gjorde att föreningens ordförande Signe Bergman avgick.
Efter valet 1917 segrade vänstern och liberalerna över högern, vilket innebar att det blev majoritet för kvinnlig rösträtt, och LKPR påminde då dessa om deras gamla löfte att införa kvinnlig rösträtt så snart den manliga var införd. 
I februari 1918 lade regeringen fram ett förslag om kvinnlig rösträtt. Det godkändes i andra kammaren med 149 mot 49 röster, men blockerades i första kammaren med 62 mot 36. Med anledning av detta arrangerade LKPR ett protestmöte på Gärdet med Gulli Petrini och Ruth Gustafson som talare. Det var också vid detta tillfälle som rörelsens enda gatudemonstration arrangeras i Göteborg. 
Hösten 1918 efter första världskrigets slut genomfördes regeringens reformprogram, där rösträttsstrecken tas bort, 8-timmars arbetsdag införs, en ny äktenskapslag skrivs och kvinnor får rätt att inneha statstjänst och rösta. 
Eftersom det gällde en grundlagsändring krävdes två separata beslut: det första av ordinarie riksdag 24 maj 1919, ett beslut som bekräftades i januari 1921. 
När urtima riksdagen i december 1918 införde den allmänna kommunala rösträtten, samtidigt som Storbritannien och Danmark höll val där kvinnor deltog, föll motståndet i riksdagen. 
Den kungl, propositionen den 22 mars 1919 godtogs med alla rösträttsföreningens krav, och den vilande grundlagsändringsförslaget antogs sedan formellt av riksdagens båda kamrar den 26 januari 1921. 
LKPR firade segern med en fest med rösträttskantat av Elfrida Andrée och tal av Selma Lagerlöf den 29 maj 1919. På festen framträdde delegater från Danmark och Norge samt Anna Lindhagen från socialdemokratiska kvinnors deputation, som också hade arbetat för kvinnlig rösträtt och framförde en svarshälsning från dem. På kvällen hölls sedan ett möte på Skansen med tal av Lydia Wahlström, Ruth Gustafson, Alexandra Skoglund och Ellen Hagen.

## Upplösning
När målet var uppnått, och kvinnorna deltagit i valet 16 september 1921, upplöstes förbundet. Åsikten var att man nu borde arbeta vidare inom de politiska partierna, och att de som ville ägna sig åt enbart könsfrågor kunde göra detta inom Fredrika-Bremer-förbundet. Ledningen bildade våren 1921 Svenska Kvinnors Medborgarförbund.
Svenska Kvinnors Medborgarförbund bildades i mars 1921 och ville genast överta hela den gamla Landsföreningens funktioner. På landsföreningens 18:e och sista centralstyrelsemöte 29 mars 1921 beslöts istället att Landsföreningen inte skulle uppgå i Svenska Kvinnors Medborgarförbund utan istället bilda Kommittén för internationellt rösträttsarbete, bestående av 50 medlemmar ur Landsföreningens centralstyrelsen under ordförandeskap av Anna Bugge-Wicksell.
Efter grundandet av Kommittén för internationellt rösträttsarbete förklarade ordföranden Landsföreningen för kvinnans politiska rösträtt för upplöst:
"och framhöll att det var med vemod man skildes efter att i alla dessa år ha samlats till högtidsstunder och knutits vänskapsband, grundade i ideellt arbete. Från V U. framförde hon ett tack till Centralstyrelsen för förtroende och gott samarbete", och mottog ett tack tillbaka från Centralstyrelsens vägnar genom Gerda Hellberg.
Den efterföljande middagen på Grand Hotel Royal beskrevs:
"Under den glada och festliga samvaron avlöste det ena talet det andra. Tack och hyllning ägnades alla dem, som lett arbetet, främst "rösträttsrörelsens begge mödrar" fru Ann Margret Holmberg och fröken Anna Whitlock. Vidare talades för fru Anna Wicksell, som den första kvinnan inom världspolitiken, för V. U;s nuvarande medlemmar för de första kämparna, som nu ej längre stå kvar, osv. Telegram anlände under middagen från både in- och utlandet och upplästes".

## Kända aktivister
Selma Lagerlöf var starkt engagerad i rörelsen och talade för den och gav sitt stöd så ofta hon ombads göra det. Detta var till stor hjälp på grund av att hon var allmänt respekterad, men hennes engagemang i den svenska kvinnorösträttsrörelsen har inte uppmärksammats ofta trots att den var väl känd i hennes samtid. 
Även Ellen Key deltog, men blev mer ofta förlöjligad av pressen. 
Elin Wägner var från 1909 en aktiv och uppskattad medarbetare. Hon deltog bland annat i skådespel där hon spelade Jenny Lind och Fredrika Bremer, och hennes roman Pennskaftet (1910) kom att kallas den svenska kvinnorörelsens bibel, som bland annat propagerade för kärlek utan äktenskap. 
Frigga Carlberg i Göteborg, rörelsens kanske mest stridbara aktivist, skrev också en roman (För rättfärdighets skull) och flera skådespel som användes i rösträttskampen.

## Ordförande
- 1902-1907 - Anna Whitlock
- 1907-1911 - Lydia Wahlström
- 1911-1914 - Anna Whitlock
- 1914-1917 - Signe Bergman
- 1918-1921 - Karolina Widerström